# لی هو-ئونگ
لی هو-ئونگ (انگلیسی: Lee Ho-eung؛ زادهٔ ۱۵ فوریهٔ ۱۹۷۸) اسکیت‌باز سرعت اهل کره جنوبی است.